# Carissa Yip
Carissa Shiwen Yip (10 de septiembre de 2003) es una ajedrecista estadounidense, ganadora del Campeonato Femenino de Ajedrez de Estados Unidos de 2021, 2023 y 2024. En septiembre de 2019 fue la jugadora mejor clasificada de Estados Unidos y la ajedrecista más joven en derrotar a un gran maestro, a los diez años. En octubre de 2019 se convirtió en la estadounidense más joven de la historia en optar al título de Maestra Internacional, hasta que fue superada por Alice Lee en junio de 2023.

## Primeros años
Carissa Shiwen Yip nació el 10 de septiembre de 2003 en Boston. Su padre Percy Yip (en chino tradicional, 葉培照; pinyin, Yè Péizhào) era de Hong Kong, y su madre Irene Yip, apellido de soltera Cheng, (en chino tradicional, 程华琳; pinyin, Chéng Huálín) era de China continental.

### Carrera ajedrecística
Su padre le enseñó algunos movimientos de ajedrez a los seis años de edad y en seis meses logró vencerlo. Pronto se convirtió en la mejor ajedrecista de ocho años del país. En 2013, a los diez años, se convirtió en la jugadora más joven de la historia en obtener el título de Experta de la USCF (elo superior a 2000), y en 2015, a los once años, se convirtió en la Maestra Nacional más joven. Estos récords fueron posteriormente superados por Rachael Li.
En junio de 2014, a la edad de 10 años, se convirtió en campeona del club de ajedrez Wachusett en Fitchburg, Massachusetts, con un resultado de 7-0.
Su primera victoria contra un gran maestro llegó el 30 de agosto de 2014, cuando derrotó a Alexander Ivanov en el Open de Nueva Inglaterra. A los diez años se convirtió en la ajedrecista más joven en vencer a un gran maestro.

### Maestra Internacional
Yip compitió en el Campeonato Femenino de Ajedrez de Estados Unidos por primera vez en 2016; terminó 9.ª de 12, con una puntuación de 4½ puntos sobre 11. En 2017, obtuvo la puntuación de 4/11, terminando en el puesto 11. En 2019, terminó 8.ª, con una puntuación de 4½/11. En junio de 2018 Yip obtuvo su última norma de Maestra Internacional Femenina (WIM), su primera norma de Gran Maestra Femenina (WGM) y su primera norma de Maestra Internacional (IM) al ganar el primer puesto en el IM Norm Invitational de verano de 2018 del Charlotte Chess Center celebrado en Charlotte, Carolina del Norte, con una puntuación invicta de 7/9. En julio de 2018 se convirtió tanto en la Campeona Juvenil Femenina de Estados Unidos. con una puntuación de 7/9, como en la Campeona Mundial del Abierto Femenino de 2018. A finales de junio de 2019 ganó el Campeonato Juvenil Femenino de América del Norte, celebrado en Charlotte, Carolina del Norte, con una puntuación de 8½/9, obteniendo el título FIDE de Gran Maestra Femenina en el proceso. Posteriormente obtuvo una puntuación de 7½/9 al ganar el Campeonato Juvenil Femenino de Estados Unidos. de 2019, ganando una invitación al Campeonato Femenino de Estados Unidos. de 2020. En 2020, Yip repitió como Campeona Juvenil Femenina de Estados Unidos., nuevamente con una puntuación de 7½/9, y quedó segunda en el Campeonato Femenino de Ajedrez de Estados Unidos. con una puntuación de 8/11, medio punto por detrás de Irina Krush. En 2023, Yip terminó empatada por el tercer lugar en el Campeonato Juvenil Femenino de Estados Unidos.
Su rendimiento en la Copa SPICE de 2019, donde obtuvo una puntuación de 5/9, la convirtió en la jugadora estadounidense más joven en obtener el título de Maestra Internacional, con 16 años, un mes y 18 días. La anterior mujer en obtenerlo fue Irina Krush. La FIDE le otorgó el título a Yip en febrero de 2020. El récord de Yip fue batido por Alice Lee en 2023.
Yip fue elegida para la Beca de Ajedrez Frank P. Samford, Jr. en 2020, 2021, 2022, 2023 y 2024.
En 2021, Yip compitió en la Copa Mundial Femenina de la FIDE, un torneo de eliminación simple de 103 jugadoras celebrado en Sochi, Rusia. Al llegar al torneo, salió como la 28.ª cabeza de serie y derrotó a las jugadoras Sharmin Sultana Shirin y Nataliya Buksa antes de ser eliminada por Nana Dzagnidze en la tercera ronda. Yip ganó el Campeonato Femenino de Estados Unidos. de 2021 en San Luis, con una puntuación de 8½/11 (1½ puntos por delante de la segunda ganadora), y derrotó a cuatro excampeonas del torneo: Irina Krush, Anna Zatonskih, Nazí Paikidze y Sabina Foisor. Esto la convirtió en la primera mujer en derrotar a cuatro excampeonas del Campeonato Femenino de Estados Unidos en un Campeonato Femenino de Estados Unidos.
En 2022, Carissa Yip fue miembro del equipo femenino de Estados Unidos. en la 44ª Olimpiada de Ajedrez; el equipo terminó en cuarto lugar.

### Años 2023-2025
En 2023 se clasificó para la Copa Mundial Femenina y ganó la partida de primera ronda, pero fue eliminada en la segunda ronda. También en 2023, Yip ganó la medalla de plata en el Campeonato Mundial Juvenil Femenino de la FIDE. El 17 de octubre de 2023, Yip ganó el Campeonato Femenino de Estados Unidos con una puntuación de 8,5/11. En diciembre de 2023 Yip ganó el Abierto Juvenil en el Campeonato Juvenil de Norteamérica y recibió su primera norma de Gran Maestra gracias al rendimiento que tuvo en el mismo.
En 2024 ganó la medalla de oro individual y la de bronce por equipos jugando como segundo tablero en el evento femenino de la 45.ª Olimpiada de Ajedrez. Yip tuvo la puntuación individual más alta del torneo, 10 sobre 11, con una calificación de rendimiento de 2634. También en 2024 ganó su tercer Campeonato Femenino de Estados Unidos, ganando sus primeras 8 partidas, llegando a compararse con la legendaria calificación de 11-0 de Bobby Fischer en 1964. 
En junio de 2025 Yip superó un mal comienzo (1.5/4) y terminó ganando la Copa Cairns, ganando las siguientes cuatro partidas y empatando con Alice Lee en la ronda final, asegurándose su segunda norma de GM con una calificación de rendimiento de 2614.

### Partidas notables
|       |       |    |    |    |       |       |       |    |  |
|       | a8    | b8 | c8 | d8 | e8    | f8    | g8    | h8 |  |
| a7    | b7    | c7 | d7 | e7 | f7    | g7 rl | h7    |    |  |
| a6    | b6    | c6 | d6 | e6 | f6 pl | g6    | h6 kd |    |  |
| a5    | b5    | c5 | d5 | e5 | f5    | g5    | h5 pd |    |  |
| a4    | b4 pd | c4 | d4 | e4 | f4    | g4    | h4    |    |  |
| a3    | b3 pl | c3 | d3 | e3 | f3    | g3    | h3    |    |  |
| a2    | b2    | c2 | d2 | e2 | f2    | g2    | h2    |    |  |
| a1 kl | b1    | c1 | d1 | e1 | f1    | g1    | h1 bd |    |  |
|       |       |    |    |    |       |       |       |    |  |

Carissa Shiwen Yip contra Alexander Vladimirovich Ivanov (Open NE, 2014). Defensa Moderna: Línea Estándar (B06) 1-0. Ignorando una clavada en la columna B, Yip consigue su primera victoria contra un Gran Maestro.
Carissa Shiwen Yip contra Irina Krush, Campeonato de Ajedrez Femenino de Estados Unidos, 2016. Defensa Siciliana: Kan. Yip derrota a Krush, seis veces campeona femenina de Estados Unidos.

## Educación
Yip se graduó en la Academia Phillips en 2022 y luego se matriculó en la Universidad de Stanford. Se especializa en Ciencias de la Computación y Matemáticas y Ciencias Computacionales. 

## Aparición en un programa de televisión
Yip y su ex-rival ajedrecista, Irina Krush, aparecieron en un episodio especial en horario estelar de The Price Is Right que se emitió el 18 de enero de 2023. Yip nunca salió de la Fila de Concursantes, mientras que Krush ganó el Juego del Reloj, pero no logró avanzar a las Presentaciones.